# Родригес-Лопес, Омар Альфредо
Омар Альфредо Родригес-Лопес (род. 1 сентября 1975, Баймон, Пуэрто-Рико) — американский музыкант-мультиинструменталист, композитор, автор песен, продюсер, режиссёр, актёр, сценарист и бизнесмен. Ведущий гитарист и один из основателей The Mars Volta. Гитарист пост-хардкор группы At the Drive-In. Владелец звукозаписывающей компании Rodriguez-Lopez productions.

## Биография

### The Mars Volta
Участники рок-группы At the Drive-In вокалист Седрик Бикслер-Савала и гитарист Омар Родригес-Лопес участвовали в сайд-проекте DeFacto со звукоинженером Джереми Майклом Уордом, который был ответственен за различные семплерные, вокальные и дисторшн-эффекты. Звуковая композиция напоминала галюциногенный инструментальный даб. Хотя DeFacto начинали как местная рок-команда, они попали под влияние пионеров регги и даба, таких как Ли Перри и Доктор Алимантадо. Музыканты также увлеклись электроникой, латиноамериканской музыкой (сальсой) и джазом, отчего их собственные композиции приобрели специфическое звучание. Они играли на местных концертах в окрестностях родного города — Эль Пасо (Техас) — и выпустили первый альбом под названием How do you dub? You Fight for Dub. You plug Dub in.
В 2000 году группа перебралась в Лонг Бич (Калифорния), и в состав вошёл клавишник Исайа Оуэнс по прозвищу Айки. В 2001 году DeFacto выпустила свой второй альбом Megaton Shotblast на лейбле Gold Standard Laboratories. При этом музыканты оставались участниками At the Drive-In, от которой им досталось много фанатов. DeFacto продолжала экспериментировать со звуком, Родригес-Лопес и Бикслер-Савала покинули At the Drive-In (остальные участники продолжили без них под названием Sparta), к группе присоединилась Ева Гарднер, и группа была переименована в The Mars Volta. С новым именем проект должен был воплотить все их творческие задумки. Первый состав группы — на первом публичном выступлении на Chain Reaction в Анахайме, штат Калифорния — включал в себя состав DeFacto, Еву Гарднер и Джона Теодоре. Кроме того, в 2001 году группа записала две песни с Алексом Ньюпортом, которые стали её первым демо. Они записали ещё три песни с Алексом Ньюпортом и собрали сингл Tremulant EP, который был выпущен небольшим тиражом в 2002 году. В течение 2002 года музыканты готовились к выпуску первого альбома.

## Дискография

### Соло
- A Manual Dexterity: Soundtrack Volume One (2004) as Omar A. Rodriguez-Lopez — LP
- Omar Rodriguez (2005) as Omar Rodriguez-Lopez Quintet — LP
- Se Dice Bisonte, No Bùfalo (2007) as Omar Rodriguez-Lopez — LP
- The Apocalypse Inside of an Orange (2007) as Omar Rodriguez-Lopez Quintet — LP
- Calibration (Is Pushing Luck and Key Too Far) (2007) as Omar Rodriguez-Lopez — LP
- Absence Makes the Heart Grow Fungus (2008) as Omar Rodriguez-Lopez — LP
- Minor Cuts and Scrapes in the Bushes Ahead (2008) as Omar Rodriguez-Lopez — LP
- Old Money (2008) as Omar Rodriguez-Lopez — LP
- Megaritual (2009) as Omar Rodriguez-Lopez — LP
- Despair (2009) as Omar Rodriguez-Lopez — LP
- Cryptomnesia (2009) as El Grupo Nuevo de Omar Rodriguez Lopez — LP
- Los Sueños de un Higado (2009) as Omar Rodriguez-Lopez Group — Live LP
- Xenophanes (2009) as Omar Rodriguez-Lopez — LP
- Solar Gambling (2009) as Omar Rodriguez-Lopez — LP
- La Ciencia de los Inutiles (2010) as El Trio de Omar Rodriguez-Lopez

### Сотрудничество
- The Special 12 Singles Series (2005)
- Please Heat This Eventually (2007)
- Omar Rodriguez-Lopez & Lydia Lunch (2007)
- Omar Rodriguez-Lopez & Jeremy Michael Ward (2008)

### Вместе сStartled Calf
- I Love Being Trendy (1991) — EP

### Вместе сAt the Drive-In
- Acrobatic Tenement (1996) — LP
- El Gran Orgo (1997) — EP
- In/Casino/Out (1998, re-release 2004) — LP
- Vaya (1999, re-release 2004) — EP
- Relationship of Command (2000, re-release 2004) — LP
- This Station Is Non-Operational (2005) -

### Вместе сDe Facto
- 456132015 (2001) — EP
- Megaton Shotblast (2001) — LP
- How Do You Dub? You Fight For Dub, You Plug Dub In (2001) — LP
- Légende du Scorpion á Quatre Queues (2001) — LP

### Вместе сThe Mars Volta
- Tremulant (2002) — EP
- De-Loused in the Comatorium (2003) — LP
- Live (2003) — EP
- Frances the Mute (2005) — LP
- Scabdates (2005) — Live LP
- Amputechture (2006) — LP
- The Bedlam in Goliath (2008) — LP
- Octachedron (2009) — LP
- Noctourniquet (2012) — LP
- The Mars Volta (2022) — LP

### Как приглашенный участник
- Shadows Collide With People by John Frusciante (2004)
- Inside of Emptiness by John Frusciante (2004)
- White People by Handsome Boy Modeling School (2004)
- Curtains by John Frusciante (2005)
- Radio Vago by Radio Vago (2005)
- The Phantom Syndrome by Coaxial (2005)
- Stadium Arcadium by Red Hot Chili Peppers (2006)
- I'll Sleep When You're Dead by El-P (2007)
- New Amerykah by Erykah Badu (2008)
- Negativa by Hour of the Monarchy (2008)

### Как автор саундтрека
- Пылающая равнина (2008)

### Как продюсер
- De-Loused in the Comatorium by The Mars Volta (2003)
- A Manual Dexterity: Soundtrack Volume 1 (2004)
- Frances the Mute by The Mars Volta (2005)
- Scabdates by The Mars Volta (2005)
- Omar Rodriguez (2005)
- Radio Vago by Radio Vago (2005)
- Amputechture by The Mars Volta (2006)
- Please Heat This Eventually (2006)
- Se Dice Bisonte, No Bùfalo (2007)
- Omar Rodriguez-Lopez & Lydia Lunch (2007)
- The Apocalypse Inside of an Orange (2007)
- Calibration (Is Pushing Luck and Key Too Far) (2007)
- The Bedlam in Goliath by The Mars Volta (2008)
- Omar Rodriguez-Lopez & Jeremy Michael Ward (2008)
- Absence Makes the Heart Grow Fungus (2008)
- Minor Cuts and Scrapes in the Bushes Ahead (2008)
- Old Money (2008)
- Megaritual (2009)
- Despair (2009)

## Фильмография

### Художественные фильмы
- «A Manual Dexterity» (2001) короткометражный к\ф
- «Letters From Dystopia» (2003) короткометражный к\ф
- «The Sentimental Engine Slayer» (2010)

### Клипы
- «Inertiatic ESP» (2003) для The Mars Volta
- «L'Via L'Viaquez» (2005)The Mars Volta
- «Aberinkula» (2008)The Mars Volta
- «Ilyena» (2008)The Mars Volta
- «Goliath» (2008)The Mars Volta
- «Askepios» (2008)The Mars Volta
- «Calibration» (2008)Omar Rodriguez Lopez
- «Cotopaxi» (2009)The Mars Volta
- «Since We've Been Wrong» (2009)The Mars Volta
- «Asco Que Conmueve los Puntos Erógenos» (2009)Omar Rodriguez Lopez

### Сотрудничество
- «Metronome Arthritis» (1999) video for At the Drive-In с Дэном Тирни
- «One Armed Scissor» (2000) с At the Drive-In